# Chiesa della Madonna di Caravaggio (Mezzana)
La chiesa della Madonna di Caravaggio, anche nota come chiesa della Madonna dell'Aiuto, è un luogo di culto di Mezzana, in Trentino. Fa parte della parrocchia dei 
Santi Pietro e Paolo e rientra nella zona pastorale delle Valli del Noce dell'arcidiocesi di Trento. Risale al XVIII secolo.

## Storia

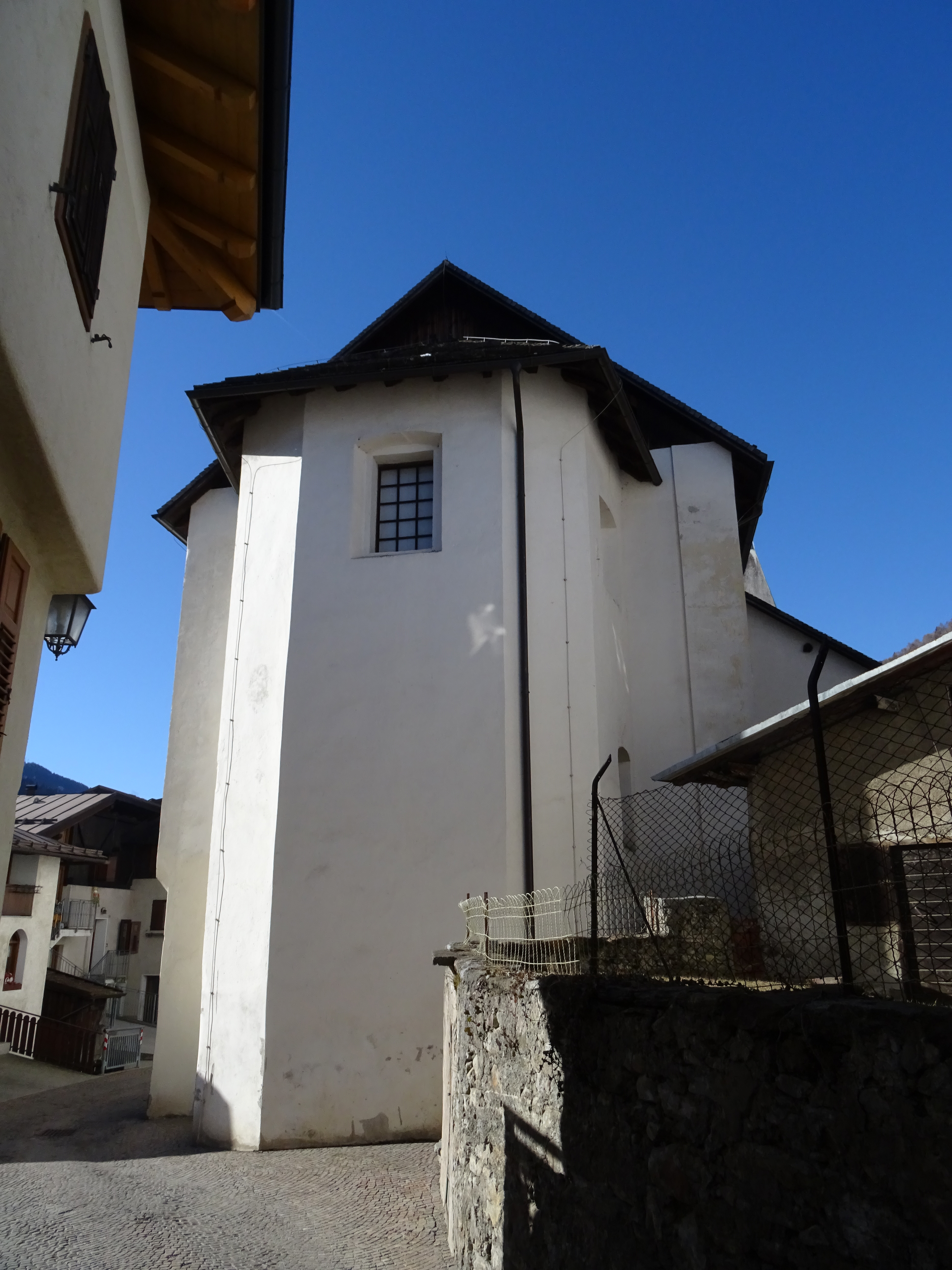
Parte absidale

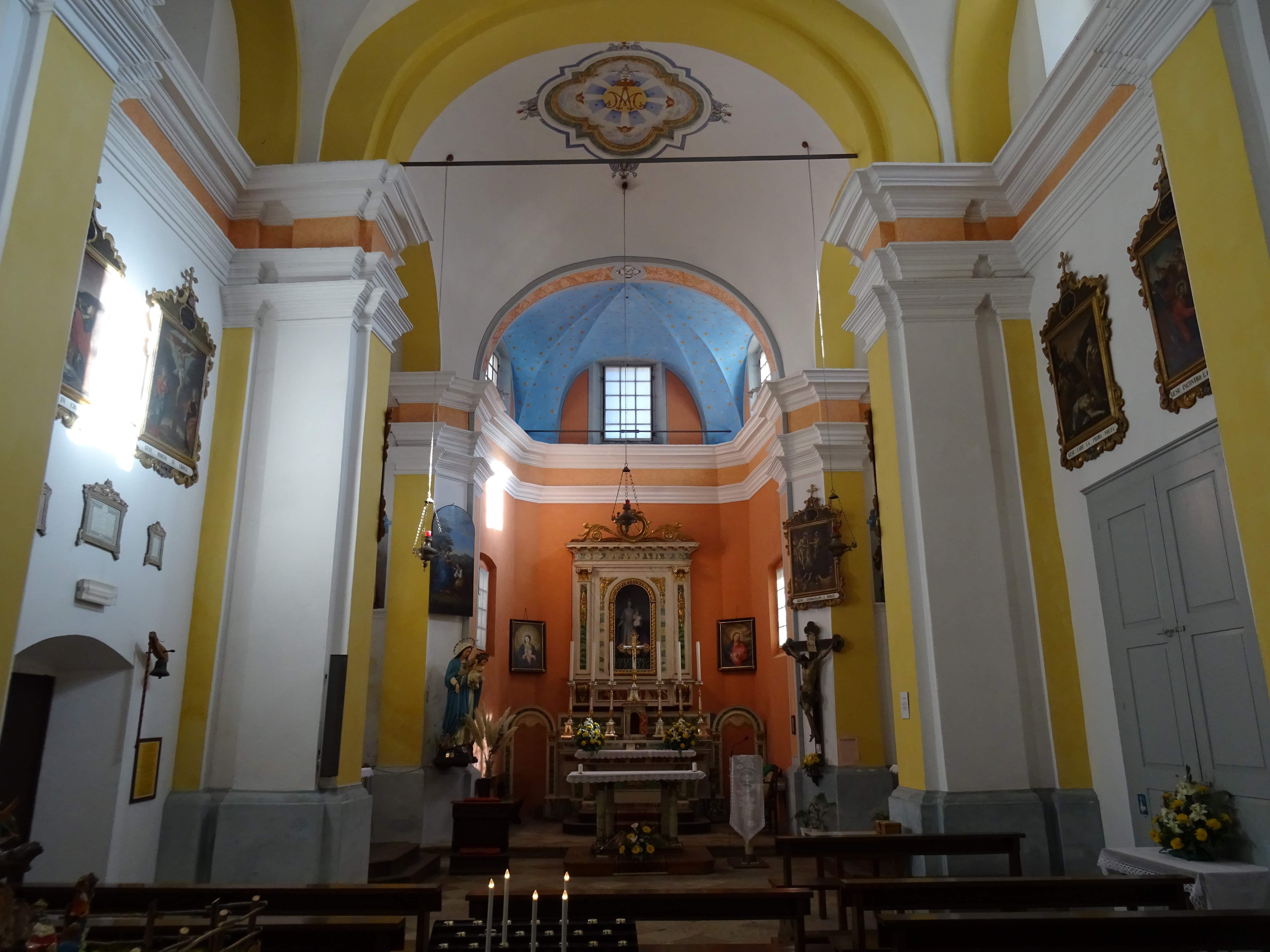
Interno della sala

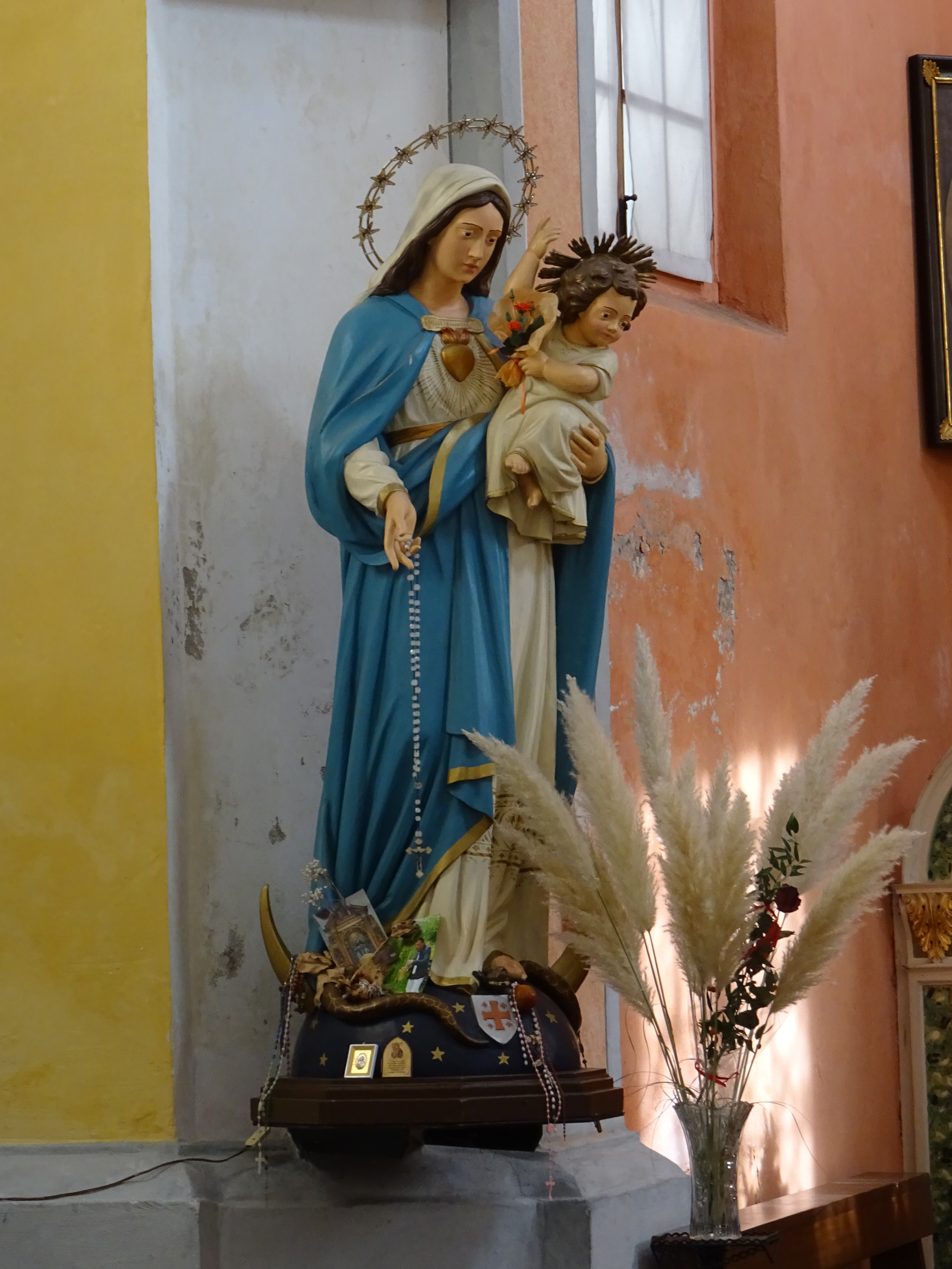
Statua che raffigura la Madonna con Bambino, oggetto di particolare devozione

Il luogo di culto venne edificato sul sito dove in precedenza si trovava la cappella cimiteriale di San Rocco e questo per onorare il voto espresso alla Madonna da parte dei fedeli di Mezzana. Il cantiere, affidato a Stefano Panizza, venne aperto nel 1707 e chiuso quattro anni dopo. La facciata venne conclusa solo nel 1746, quando fu ultimato il portale. Altre fonti datano la sua costruzione in epoca posteriore, nel 1780, e specificano che il luogo venne scelto perché in quel punto sarebbe apparsa la Madonna.
Un rovinoso nel 1862 incendio creò molti danni e fu necessario provvedere al rifacimento delle coperture. La solenne consacrazione venne celebrata il 17 agosto 1876.
Un nuovo incendio danneggiò ancora la chiesa nel 1904 e il progetto per il suo restauro, che comportò anche modifiche alla facciata, fu affidato a Emilio Paor. L'edificio fu così completamente rivisto con la riparazione delle murature portanti, il rifacimento della copertura del tetto e della facciata.
Il luogo di culto, meta da decenni di pellegrinaggio, dopo la fine della seconda guerra mondiale non venne più utilizzato per le funzioni sacre e fu ridotto a magazzino per la vicina e più antica chiesa parrocchiale dei Santi Pietro e Paolo. Fu solo verso la fine del XX secolo che si decise il suo restauro. I lavori vennero iniziati nel 1988 e la solenne riapertura ai fedeli si celebrò nel 1999.
Il lavoro di adeguamento liturgico è stato realizzato con gli ultimi interventi e prima della riapertura al culto. Al centro del presbiterio, per il quale è stata adattata la terza campata, è stata posta la mensa rivolta al popolo e l'altare maggiore storico è stato mantenuto per la custodia eucaristica nel suo tabernacolo.

## Descrizione

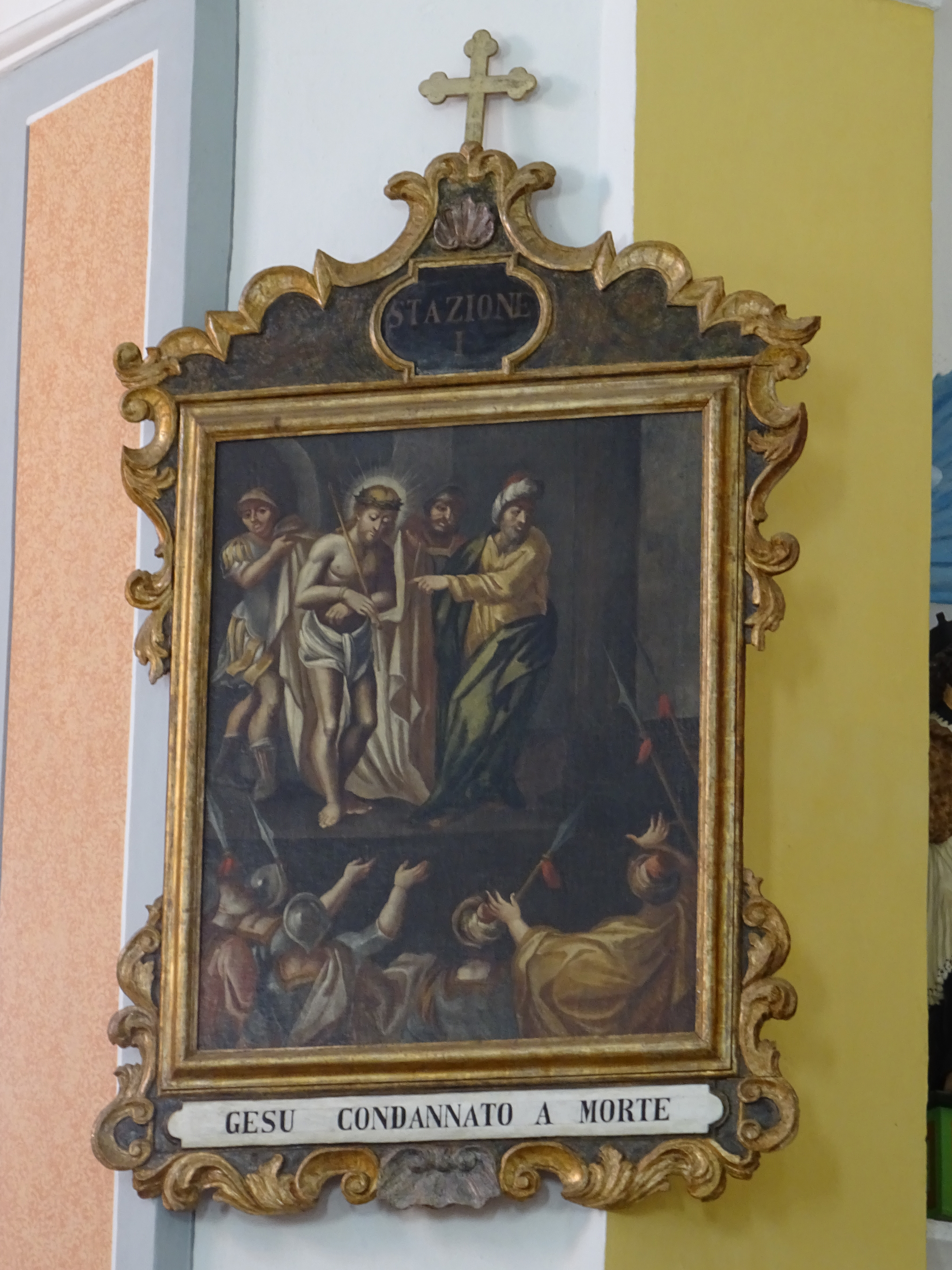
Via Crucis, prima stazione

### Esterni
La chiesa della Madonna di Caravaggio si trova accanto alla parrocchiale di Mezzana e mostra orientamento tradizionale verso est. La facciata a capanna in stile neoclassico è scandita da lesene di ordine tuscanico sopra le quali, distanziato, si trova il grande frontonetriangolare. Il portale è architravato e incorniciato da pietra calcarea. Nella parte mediana si trovano tre nicchie vuote che sino agli anni settanta ospitavano tre statue lignee. Sopra il portale, in alto, si apre la finestra a lunetta.

### Interni
La navata interna è unica con due campate coperte da volta a botte a lunette. Il presbiterio corrisponde alla terza campata originale. Nella sala sono presenti tre altari, la pala d'altare del XIX secolo attribuita a Giuseppe Andreis e una Via Crucis.